# Lucy Spraggan

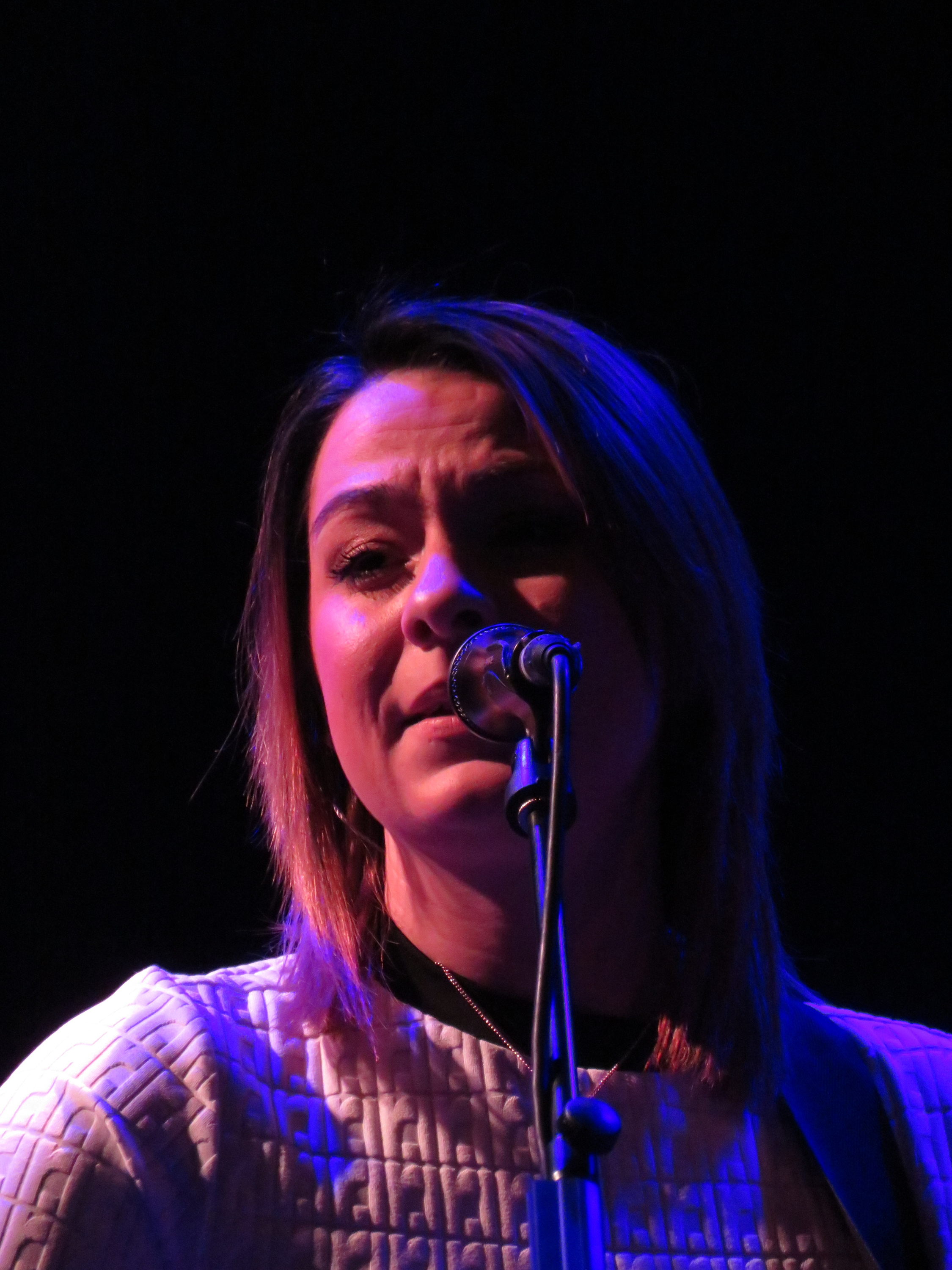
Lucy Spraggan (2019)

Lucy Spraggan (* 21. Juli 1991 in Canterbury) ist eine englische Singer-Songwriterin aus Sheffield. Bekannt wurde sie vor allem durch ihre Teilnahme an der neunten Staffel der Castingshow The X Factor im Jahr 2012.

## Biografie
Lucy Spraggan stammt ursprünglich aus Buxton in Derbyshire, lebt aber als Musikerin in Sheffield. Bereits bevor sie sich bei der Castingshow bewarb, hatte sie ein eigenes Album mit dem Titel Top Room at the Zoo in Eigenregie produziert. Mit ihrem selbstgeschriebenen Song Last Night bewarb sie sich im Frühjahr erfolgreich für The X Factor. Noch vor Beginn der Liveshows stiegen sowohl die Single als auch das Album in die britischen Charts ein, als die Auditions im Fernsehen gezeigt wurden. Danach überstand sie die ersten drei Runden der Show, musste dann aber krankheitsbedingt vorzeitig aufgeben. Im Juli 2023 erklärte sie, dass der wahre Grund ihres Rückzugs eine Vergewaltigung gewesen sei.
Im März 2013 unterschrieb sie einen Plattenvertrag mit Columbia Records und bereitete die Veröffentlichung ihres zweiten Albums Join the Club vor. Es erschien im Oktober desselben Jahres und stieg auf Platz sieben der britischen Charts ein. Auch der wiederveröffentlichte Song Last Night stieg noch einmal in den Top 20 der Singlecharts ein.

## Diskografie

### Studioalben
| Jahr | Titel                            | Höchstplatzierung, Gesamtwochen, AuszeichnungChartsChartplatzierungen (Jahr, Titel, Platzierungen, Wochen, Auszeichnungen, Anmerkungen) | Anmerkungen                            |
| Jahr | Titel                            | UK | Anmerkungen                            |
| ---- | -------------------------------- | --- | -------------------------------------- |
| 2011 | Top Room at the Zoo              | UK22 (1 Wo.)UK | Erstveröffentlichung: 20. Oktober 2011 |
| 2013 | Join the Club                    | UK7 Silber · (4 Wo.)UK | Erstveröffentlichung: 7. Oktober 2013  |
| 2015 | We Are                           | UK22 (1 Wo.)UK | Erstveröffentlichung: 4. Mai 2015      |
| 2017 | I Hope You Don’t Mind Me Writing | UK12 (1 Wo.)UK | Erstveröffentlichung: 27. Januar 2017  |
| 2019 | Today Was a Good Day             | UK12 (1 Wo.)UK | Erstveröffentlichung: 3. Mai 2019      |
| 2021 | Choices                          | UK5 (1 Wo.)UK | Erstveröffentlichung: 26. Februar 2021 |
| 2023 | Balance                          | UK24 (1 Wo.)UK | Erstveröffentlichung: 11. August 2023  |
| 2025 | Other Sides of the Moon          | UK36 (1 Wo.)UK | Erstveröffentlichung: 20. Juni 2025    |

### EPs
- 2016: Home

### Singles
| Jahr | Titel Album                          | Höchstplatzierung, Gesamtwochen, AuszeichnungChartsChartplatzierungen (Jahr, Titel, Album, Platzierungen, Wochen, Auszeichnungen, Anmerkungen) | Anmerkungen                              |
| Jahr | Titel Album                          | UK | Anmerkungen                              |
| --- | ------------------------------------ | --- | ---------------------------------------- |
| 2012 | Tea and Toast Join the Club          | UK50 (2 Wo.)UK | Erstveröffentlichung: 13. Juli 2012      |
| 2013 | Lighthouse Join the Club             | UK26 (3 Wo.)UK | Erstveröffentlichung: 14. Juli 2013      |
| 2013 | Last Night (Beer Fear) Join the Club | UK18 (3 Wo.)UK | Erstveröffentlichung: 29. September 2023 |
| Folgende Lieder erschienen nicht als Single, wurden aber durch das Album zum Download und Streaming bereitgestellt und konnten somit eine Platzierung erlangen: |                                      | |                                          |
| |                                      | |                                          |
| 2012 | Last Night Top Room at the Zoo       | UK11 Silber · (5 Wo.)UK |                                          |

Weitere Singles
- 2012: Someone
- 2013: Butterflies
- 2013: 91
- 2015: Unsinkable
- 2016: Dear You
- 2016: Modern Day Frankenstein
- 2019: Lucky Star
- 2020: Flowers
- 2022: Balance
- 2023: Bodies
- 2023: Empire